# Mars (пистолет)
Автоматический пистолет «Mars» (англ. Mars Automatic Pistol), также известный как Уэбли-Марс (англ. Webley-Mars) — самозарядный пистолет, разработанный в 1900 году Хью Габбетом-Фэрфаксом (англ. Hugh Gabbet-Fairfax). Разработка оружия велась с 1889 года, запатентовано 15 октября 1900 года. Производство свёрнуто в 1907 году.

## Характеристики
Пистолет «Mars» выпускался под калибры 8,5 мм, 9 мм и .45 (11,43 мм): гильзы для соответствующих патронов имели форму бутылочного горлышка и содержали большое количество пороха, вследствие чего версия пистолета под патрон .45 была самым мощным пистолетом в мире на тот момент.
Автоматика оружия работала за счёт длинного хода ствола: при движении назад сцепленный с затвором ствол двигался по рамке и выбивал патрон из магазина, затем затвор поворачивался и выбрасывал стреляную гильзу, отходя ещё дальше назад, а ствол под действием пружины возвращался в крайнее переднее положение. Дойдя до крайнего заднего положения, затвор ударял по подавателю, который выводил на линию досылания выбитый из магазина патрон. Далее под действием пружины затвор двигался вперёд, досылая патрон в патронник и поворотом запирая канал ствола.
Курок взводился движением затвора назад, оставаясь взведённым после возвращения затвора; для первого выстрела взвод осуществлялся вручную. Кнопка защёлки магазина находится на левой стороне пистолета (за приливом спусковой скобы). Щёчки рукоятки деревянные, прицел открытый нерегулируемый.

## Оценка
Испытания оружия велись с марта 1901 по 1903 годы: в итоге военное министерство Великобритании отклонило образец пистолета Mars в качестве замены состоявшему на вооружении британской армии револьверу Webley, ссылаясь на слишком большую отдачу, большой дульный тормоз и механическую сложность конструкции. Руководитель испытаний в школе морских артиллеристов в 1902 году заявил, что все, кто сделал хоть раз выстрел из этого пистолета, больше не желали из него стрелять; стрельба описывалась как «невероятно ужасная и тревожащая».
В настоящее время сохранившиеся образцы являются экспонатами частных или музейных коллекций.

## Производство
В ожидании государственного заказа, который так и не состоялся, в 1902 году Габбет-Фэрфакс обанкротился, а в марте 1904 года в Бирмингеме была образована компания Mars Automatic Pistol Syndicate Ltd., которая заказала производство пистолетов у одной из фирм. Производство оружия велось изначально Webley & Scott, а потом оружейниками Бирмингема и Лондона. в итоге было выпущено около 80 экземпляров из-за невысокого спроса. К некоторым образцам прилагались приставные приклады.

## В культуре
- Пистолет Mars является одним из видов огнестрельного оружия в игре Assassin’s Creed Syndicate[5]. Анахронизмом является тот факт, что основное действие игры разворачивается в 1868 году, хотя при этом встречается в одной из глав, действие которой происходит в 1916 году (оружие принадлежит Лидии Фрай, внучке протагониста игры Джейкоба Фрая).
- Пистолет доступен в игре Battlefield 1 как оружие разведчика, обладая при этом магазином на 11 патронов[6].